# Annoisin-Chatelans
Annoisin-Chatelans är en kommun i departementet Isère i regionen Auvergne-Rhône-Alpes i sydöstra Frankrike. Kommunen ligger i kantonen Crémieu som tillhör arrondissementet La Tour-du-Pin. År 2022 hade Annoisin-Chatelans 724 invånare.

## Befolkningsutveckling
Antalet invånare i kommunen Annoisin-Chatelans
Referens:INSEE